# 채화칠장
옻칠제품은 서양에서는 발달하지 못한 동양특유의 공예품으로, 옻칠에 광물성 안료를 배합한 것이 채칠(여러 색채의 옻칠)이며, 채칠로 칠기 표면에 무늬나 그림을 그린 칠기가 채화칠기(彩畵漆器)이다. 이러한 채화칠기를 만드는 기술을 보유한 장인을 채화칠장이라고 부른다. "채화칠기"이란 단어보다 "칠화칠기"라 해야 옳다. 왜냐하면 고대에는 칠기에다 밀타승(유화물감과 비슷한 채색재료)으로 무늬를 그린것도 함께 지칭하여 채화칠기라고 했으나 근대 이후엔 밀타승을 쓰지 않고 색옻칠인 채칠만을 사용하기 때문이다.

## 설명
칠기(漆器)는 옻나무에서 채취된 수지인 (漆) 혹은 옻칠을 나무재료를 비롯하여 흙, 돌, 금속재료를 이용하여 만든 조형물 및 공예품 표면을 보호하기 위해 칠한 것이다. 
따라서 통일신라시대까지는 정제칠 · 채색칠·건칠이 주로 쓰였으나, 고려시대와 조선시대에는 나전칠기가 우세하여 순옻칠 제품이 많지 않으나, 그 전통은 후대까지 계승되어 왔다고 할 수 있다. 칠기의 종류는 백골을 나무로 한 목심칠기를 비롯하여 대나무로 한 죽심칠기와 염태칠기, 가죽에 옻칠한 칠한 칠피칠기 또는 피심칠기가 있다. 옻칠은 금속에 녹부식을 방지하기 위하여 칠한 것을 금태칠기라고 하며, 토기나 도기표면에 옻칠을 한 것을 와태칠기 또는 도태칠기, 종이를 백골로 한 지라칠기·건칠칠기, 거북껍데기를 장식으로 칠기가 있다. 또한, 금박을 옻칠로 붙이는 금박칠기, 금분을 칠에 배합하여 그림을 그리는 금분화 등이 있으며, 종이로 문양을 오려붙인 지장칠기·차랑칠기, 색옻칠로 그림문양을 그린 채화칠기 등이 있다. 칠기의 문양 옻칠기에 쓰이는 의장문양이 보이기는 백제 초기의 자료인 석촌동 고분에서 발견된 거치주칠기의 거치문을 비롯하여, 무령왕릉에서 발견된 왕의 두침에 장식된 귀갑문과 왕비의 두침 전면의 구갑문 속의 연화인동문, 봉황·물고기·비천문 등의 채화문양과 왕비의 족좌면의 연화문과 공작깃무늬 등의 채화무늬가 있다. 신라지역에서 밝혀진 문양은 호우총에서 발견된 목심칠면의 모습을 비롯하여 천마총에서 출토된 칠잔에 주칠로 그린 보상당초문과 파장문대·봉황문·화염문 등이 보이며, 천마총에서 발견된 조형칠부에 장식된 무늬는 복선피상문·점문과 고배에는 당초문대와 봉황문 등이 보인다. 황남대총에서 발견된 동물문칠기편에 그려진 그림은 검은칠 바탕 위에 주칠로 소문양을 그려놓았으며, 화염문칠기편과 비조문칠기편 ·거치문칠기편 · 동물문칠기편에는 개와 사슴무늬 등이 그려져 있다. 조선시대에는 쌍룡문을 비롯하여 부적무늬·조청무늬 등의 여러 문양을 시대에 따라 특징 있는 그림으로 즐겨 쓰고 있는 것을 찾아 볼 수 있다. 
채화칠기의 제작과 정은 바탕 고르기 작업부터 시작한다. 이는 백골의 바탕면을 곱고 튼튼하게 하기 위한 작업으로, 표면에 흠이나 옹이를 다듬고 나무끼리 붙임 경계선을 칼로 약간 파낸다. 다듬고 흠을 낸 곳에 옻칠풀과 나무가루를 배합한 것으로 메우고 말린 뒤, 사포로 갈아 평면을 고르는 것을 ‘바탕 바로잡기’라고 한다. 이 윗면에 약간 묽은 옻칠인 초칠 혹은 말칠(生漆)로 나무가 충분히 옻을 흡수하도록 칠하여 건조시킨 것을 ‘바탕칠’이라 부른다. 바탕칠을 한 백골 표면에 베·모시·명주·종이 등의 섬유질을 각각의 특성에 맞추어 옻칠과 찹쌀 풀을 배합한 풀로 붙이는 작업을 ‘천바르기’라고 한다. 천바른 백골을 건조시킨 뒤 거기에 다시 천옻칠을 하게 된다. 
천눈메우기가 끝나면 골해와 천의 접착을 강하게 하기 위하여 약간 묽은 옻칠을 칠하는 것을 ‘고래옻칠’이라 한다. 고래옻칠한 표면을 고르기 위하여 고래평면고르기를 두 번 실시하는데, 고운 골해를 만들어 거친 면에 바르면서 평면을 고른 뒤, 충분히 마른 뒤에 단단하게 숯 또는 돌로 평면이 되도록 갈아낸 뒤 건조시킨다. 완전히 건조된 표면을 다시 고운 골해로 거친면을 메운 뒤에 두 번째 고래평면고르기를 한 뒤 다시 건조시킨다. 
채화칠기는 역사적으로 아주 오래된 칠공예 분야의 전통공예기능이다. 서울시 무형문화재 채화칠장 기능보유자 김환경은 근대 전승공예가 김진갑의 문하에서 나전칠기, 목칠기, 건칠, 조칠, 채화칠 등 전반적인 옻칠제작 기능의 전수를 받았다. 또한 김환경은 1961년 시작으로 45년 동안 한결 같이 투철한 장인 정신과 전통채화칠기 재현을 위하여 외길을 걷고 있으며, 이러한 사실은 관계전문가들의 증언과 각종의 언론보도 그리고 40여 회에 걸친 작품발표회로 잘 알려져 있는 바이다. 김환경은 채화칠의 전통적 방법을 고수하고 있으며 일제침략기에 왜곡된 점을 바로 잡고자 노력하고 있다. 
현재 김환경은 청목옻칠연구소를 설립하여 채화칠기의 전승과 보존에 진력하며 많은 제자 및 인재양성에 심혈을 기울이고 있다.  
 본 문서에는 서울특별시에서 지식공유 프로젝트를 통해 퍼블릭 도메인으로 공개한 저작물을 기초로 작성된 내용이 포함되어 있습니다.